# فجوة الكلمة
ظهر مصطلح فجوة ال 30 مليون كلمة (يُختصر أحيانًا إلى فجوة الكلمة) أساسًا عن طريق «بيتي هارت» و «تود آر. رايسلي» من خلال كتابهم «اختلافات ذات مغزى في الحياة اليومية للأطفال الأمريكيين»، ثم أُعيد استخدامه في مقالة «الكارثة المبكرة: فجوة ال30 كلمة بعمر الثالثة». سجل كل من هارت ورايسلي عددا كبيرا من الساعات للغة المستخدمة بكل بيت بكل شهر على مدى سنتين ونصف السنة. صُنفت العائلات حسب الوضع الاجتماعي والاقتصادي كالتالي: مستوى عالي (المهنيين) مستوى متوسط (الطبقة العاملة) مستوى منخفض (مستحقي الرعاية).
وجد هارت ورايسلي أن الطفل المتوسط في أسرة من طبقة المهنيين يسمع 2153 كلمة خلال اليوم، بينما الطفل المتوسط في أسرة من الطبقة العاملة يسمع 1251 كلمة خلال اليوم، في حين أن الطفل المتوسط في أسرة من طبقة مستحقي الرعاية يسمع 616 كلمة خلال اليوم. واستنتجا أنه خلال 4 سنين ستتراكم لدى الطفل المتوسط في طبقة المهنيين خبرة لغوية قد تصل إلى 45 مليون كلمة، في حين ستتراكم لدى الطفل المتوسط في الطبقة العاملة خبرة لغوية قد تصل إلى من 26 مليون كلمة، أما الطفل المتوسط في طبقة مستحقي الرعاية ستتراكم لديه خبرة لغوية قد تصل إلى 13 مليون كلمة.
خلال بحثهما لاحظ المؤلفان علاقة تربط بين التعرض إلى الكلمات ومعدل اكتساب مفردات جديدة عند الأطفال. وأظهرت التسجيلات أن أطفال المستوى الاقتصادي والاجتماعي المرتفع يتعلمون كلمتين جديدتين يوميًا ما بين عيد ميلادهم الثاني والثالث، وأن أطفال المستوى الاقتصادي والاجتماعي المتوسط  يتعلمون كلمة واحدة في نفس الفترة، بينما يتعلم أطفال المستوى الاجتماعي والاقتصادي المنخفض بمعدل 0.5 كلمة في اليوم. وتعتبر الكلمات التي يتم استخدامها أثناء الحديث، مقياس للمفردات الكثيرة والوفيرة لدى الفرد. ومن المعتقد أن خلال عملية تطور المفردات لدى الطفل تعتبر المفردات الوفيرة والغزيرة التي يستخدمها مؤشر على النمو الداخلي للمفردات لديه.
ويفترض المؤلفان والباحثين أن الفجوة اللغوية أو معدلات اكتساب المفردات المختلفة تفسر جزئيًا الفجوة الموجودة في مؤهلات الأفراد بالولايات المتحدة الأمريكية، حيث نجد تباين واضح في الأداء التعليمي لبعض مجموعات الطلاب بالولايات المتحدة الأمريكية، خصوصًا بين المجموعات التي تُصنف بناء على الوضع الاجتماعي والاقتصادي والعرقي.